# Le Mesnil-Gilbert

Le Mesnil-Gilbert este o comună în departamentul Manche, Franța. În 1 ianuarie 2022 avea o populație de 142 de locuitori.